# Cimetière du passage à niveau du Touquet
Le cimetière militaire du passage à niveau du Touquet ou Touquet Railway Crossing Cemetery est un cimetière militaire britannique de soldats morts pendant la Première Guerre mondiale, situé dans le village belge de Warneton, un arrondissement de Comines-Warneton. Le cimetière est situé au sud de la commune à proximité du hameau du Touquet. Elle a été conçue par George Goldsmith et est entretenue par la Commonwealth War Graves Commission. Le site a une forme irrégulière et est entouré d'un mur de briques. A l'est se trouve la Croix du Sacrifice. Ce petit cimetière commémore 74 Britanniques.

## Histoire
Le Touquet était proche du front pendant la guerre. Le site était situé à un passage à niveau de la ligne 67 reliant Comines à Armentières. Elle a été utilisée d'octobre 1914 à juin 1918. Sur les 74 morts commémorés ici, 28 appartiennent à la 1st Rifle Brigade décédée en octobre et novembre 1914. Trois morts sont commémorés par des Special Memorials parce que leurs tombes ne pouvaient plus être localisées et seraient sous une pierre tombale sans nom. Il y a aussi 24 soldats inconnus.

## Personnalité
L'artilleur Joseph Harrington de la Rifle Brigade et le soldat TH Woolley des Sherwood Foresters (Notts and Derby Regiment) avaient 17 ans lorsqu'ils ont été tués au combat.